# A. J. Delgado
Arlene J. «A. J.» Delgado é uma colunista norteamericana que trabalhou para Mediaite.  Fez parte da campanha à presidência de Donald Trump, em 2016. É graduada em Direito pela Escola de Direito Harvard e exerceu como advogada na cidade de Nova Iorque.

## Carreira profissional
Os textos de Delgado foram publicados em  The American Conservative, National Review, Miami Herald, The Washington Pós, Breitbart, The Daily Caller, e Fox News. Também publicou seu livro Hip to Be Square: Why It's Cool to Be a Conservative, em 2012.  Delgado escreveu sobre por que os latinos deveriam votar em Trump no The Washington Post. Na televisão, ela defendeu repetidamente Trump em suas numerosas acusaões de assédio sexual. Na MSNBC com Brian Williams, em 12 de outubro de 2016, ela qualificou as afirmações das mulheres que acusaram Trump como 'alucinantes' e 'duvidosas'.
Depois das eleições uniu-se à equipe de transição presidencial de Donald Trump como assessora. Não fez parte da administração Trump por descobrir que estava grávida: o pai do bebê é Jason Miller, uma estrategista, membro do pessoal da campanha de Trump. Segundo ela própria, Miller havia lhe dito que estava separado de sua esposa, porém a relação foi rompida pouco depois da gravidêz. Ela deu à luz, em julho de 2017, um menino que se chamou William.
Em maio de 2018, Delgado descreveu as afirmações de Trump, de que o FBI havia infiltrado um espião em sua campanha, como 'vergonhosas'. Ela publicou no X (Twitter) "Are we really going w this?? That Obama put a spy inside the Trump campaign, to frame Trump? Srsly? Not sure if it’s IQ, ethics, or simples common sense but I cant. This is embarrassing" (em português: realmente vamos adiante com isto? Que Obama infiltrou um espião na campanha de Trump, para incriminá-lo? Sério? Não estou certa se se trata de QI (coeficiente intelectual), [falta de] ética ou simplemente [falta de] bom senso, mas eu não posso. Isto é vergonhoso).